# لورانس غينز
لورانس غينز (بالإنجليزية: Lawrence Gaines)‏ هو لاعب كرة قدم أمريكية أمريكي، ولد في 15 ديسمبر 1953 في فيرنون في الولايات المتحدة.

## وصلات خارجية
- لورانس غينز على موقع مرجع كرة القدم المحترفة.كوم (الإنجليزية)